# Puchar Dalekowschodni w narciarstwie alpejskim kobiet 2015/2016
Puchar Dalekowschodni w narciarstwie alpejskim kobiet w sezonie 2015/2016 to kolejna edycja tego cyklu. Pierwsze zawody odbyły się 15 grudnia 2015 roku w chińskim Wanlong, a ostatnie rozegrane zostały 23 marca 2016 roku w rosyjskim Jużnosachalińsku (Pierwotnie, ostatnie zawody miały się odbyć 2 kwietnia 2016 roku w japońskim Ontake/Ōtaki, ale zostały odwołane.).
W poprzednim sezonie klasyfikację generalną Pucharu Dalekowschodniego wygrała Japonka Emi Hasegawa, triumfując ponadto w klasyfikacji slalomu. W klasyfikacji giganta triumfowała jej rodaczka Makiko Arai. Zwyciężczynią klasyfikacji supergiganta została Czeszka Kateřina Pauláthová.
W tym sezonie zaś, w klasyfikacji generalnej zwyciężyła Japonka Asa Ando, ponadto wygrała także klasyfikację gigantu. Najlepszą slalomistką okazała się jej rodaczka Haruna Ishikawa. Natomiast w supergigancie najlepsza okazała się Słowenka Katarina Lavtar.
Ze wszystkich 3 planowanych zjazdów nie odbył się ani jeden, dlatego też, nie jest liczony jako oddzielna konkurencja.

## Podium zawodów
| Lp. | Data             | Miejscowość     | Konkurencja | 1. Miejsce            | 2. Miejsce                     | 3. Miejsce            |
| --- | ---------------- | --------------- | ----------- | --------------------- | ------------------------------ | --------------------- |
| 1.  | 15 grudnia 2015  | Wanlong         | Slalom      | Martina Dubovská      | Konatsu Hasumi                 | Haruna Ishikawa       |
| 2.  | 16 grudnia 2015  | Wanlong         | Slalom      | Martina Dubovská      | Haruna Ishikawa                | Asa Ando              |
| 3.  | 17 grudnia 2015  | Wanlong         | Gigant      | Martina Dubovská      | Asa Ando                       | Sakurako Mukōgawa     |
| 4.  | 18 grudnia 2015  | Wanlong         | Gigant      | Asa Ando              | Haruna Ishikawa                | Martina Dubovská      |
| 5.  | 14 stycznia 2016 | Bear's Town     | Slalom      | Darja Owczinnikowa    | Kateřina Pauláthová            | Asa Ando              |
| 6.  | 15 stycznia 2016 | Bear's Town     | Slalom      | Asa Ando              | Darja Owczinnikowa             | Haruna Ishikawa       |
| 7.  | 18 stycznia 2016 | Jisan Resort    | Slalom      | Maruša Ferk           | Darja Owczinnikowa             | Haruna Ishikawa       |
| 8.  | 19 stycznia 2016 | Jisan Resort    | Slalom      | Maruša Ferk           | Darja Owczinnikowa             | Kateřina Pauláthová   |
| 9.  | 20 stycznia 2016 | Yongpyong       | Gigant      | Emi Hasegawa          | Asa Ando                       | Katarina Lavtar       |
| 10. | 21 stycznia 2016 | Yongpyong       | Gigant      | Emi Hasegawa          | Katarina Lavtar                | Kateřina Pauláthová   |
| 11. | 27 stycznia 2016 | Jeongseon       | Zjazd       | Odwołano              | Odwołano                       | Odwołano              |
| 12. | 28 stycznia 2016 | Jeongseon       | Zjazd       | Odwołano              | Odwołano                       | Odwołano              |
| 13. | 29 lutego 2016   | Hakuba          | Slalom      | Emi Hasegawa          | Alexandra Tilley               | Haruna Ishikawa       |
| 14. | 1 marca 2016     | Hakuba          | Slalom      | Emi Hasegawa          | Alexandra Tilley               | Emiko Kiyosawa        |
| 15. | 3 marca 2016     | Nozawa Onsen    | Gigant      | Asa Ando              | Alexandra Tilley               | Sakurako Mukōgawa     |
| 16. | 4 marca 2016     | Nozawa Onsen    | Gigant      | Alexandra Tilley      | Asa Ando                       | Adriana Jelinkova     |
| 17. | 6 marca 2016     | Shiga Kōgen     | Slalom      | Alexandra Tilley      | Nevena Ignjatović Lelde Gasūna | –                     |
| 18. | 7 marca 2016     | Shiga Kōgen     | Slalom      | Nevena Ignjatović     | Emiko Kiyosawa                 | Sakurako Mukōgawa     |
| 19. | 15 marca 2016    | Bajkalsk        | Supergigant | Katarina Lavtar       | Władysława Bureewa             | Darja Owczinnikowa    |
| 20. | 16 marca 2016    | Bajkalsk        | Supergigant | Darja Owczinnikowa    | Katarina Lavtar                | Tina Robnik           |
| 21. | 17 marca 2016    | Bajkalsk        | Gigant      | Katarina Lavtar       | Tina Robnik                    | Darja Owczinnikowa    |
| 22. | 18 marca 2016    | Bajkalsk        | Gigant      | Tina Robnik           | Katarina Lavtar                | Darja Owczinnikowa    |
| 23. | 20 marca 2016    | Jużnosachalińsk | Slalom      | Jekatierina Tkaczenko | Ksenija Ałopina                | Katarina Lavtar       |
| 24. | 21 marca 2016    | Jużnosachalińsk | Slalom      | Jekatierina Tkaczenko | Ksenija Ałopina                | Asa Ando              |
| 25. | 22 marca 2016    | Jużnosachalińsk | Gigant      | Anastazja Romanowa    | Darja Owczinnikowa             | Jekatierina Tkaczenko |
| 26. | 23 marca 2016    | Jużnosachalińsk | Gigant      | Anastasija Zilantjewa | Darja Owczinnikowa             | Jekatierina Tkaczenko |
| 27. | 2 kwietnia 2016  | Ontake/Ōtaki    | Zjazd       | Odwołano              | Odwołano                       | Odwołano              |

## Klasyfikacja generalna (po 24 z 24 konkurencji)
| Miejsce | Zawodniczka           | Punkty |
| ------- | --------------------- | ------ |
| 1.      | Asa Ando              | 1099   |
| 2.      | Darja Owczinnikowa    | 1069   |
| 3.      | Haruna Ishikawa       | 932    |
| 4.      | Władysława Bureewa    | 892    |
| 5.      | Katarina Lavtar       | 560    |
| 6.      | Anastasija Zilantjewa | 560    |
| 7.      | Sakurako Mukōgawa     | 517    |
| 8.      | Alexandra Tilley      | 440    |
| 9.      | Emi Hasegawa          | 400    |
| 10.     | Jekatierina Tkaczenko | 385    |

| Miejsce | Zawodniczka            | Punkty |
| ------- | ---------------------- | ------ |
| 1.      | Katarina Lavtar        | 180    |
| 2.      | Darja Owczinnikowa     | 160    |
| 3.      | Władysława Bureewa     | 116    |
| 4.      | Tina Robnik            | 100    |
| 5.      | Anastazja Romanowa     | 100    |
| 6.      | Olga Pogrebickaja      | 90     |
| 7.      | Julija Pleszkowa       | 61     |
| 8.      | Anastasija Kołgotina   | 54     |
| 9.      | Anastazja Gornostajewa | 47     |
| 10.     | Natalja Szerina        | 46     |

| Miejsce | Zawodniczka           | Punkty |
| ------- | --------------------- | ------ |
| 1.      | Asa Ando              | 568    |
| 2.      | Darja Owczinnikowa    | 460    |
| 3.      | Władysława Bureewa    | 363    |
| 4.      | Anastasija Zilantjewa | 328    |
| 5.      | Haruna Ishikawa       | 322    |
| 6.      | Katarina Lavtar       | 320    |
| 7.      | Emi Hasegawa          | 200    |
| 8.      | Anastazja Romanowa    | 200    |
| 9.      | Sakurako Mukōgawa     | 196    |
| 10.     | Jekatierina Tkaczenko | 185    |

| Miejsce | Zawodniczka           | Punkty |
| ------- | --------------------- | ------ |
| 1.      | Haruna Ishikawa       | 602    |
| 2.      | Asa Ando              | 515    |
| 3.      | Darja Owczinnikowa    | 449    |
| 4.      | Władysława Bureewa    | 413    |
| 5.      | Sakurako Mukōgawa     | 321    |
| 6.      | Alexandra Tilley      | 260    |
| 7.      | Kateřina Pauláthová   | 240    |
| 8.      | Hikaru Oshimi         | 228    |
| 9.      | Noe Okamoto           | 221    |
| 10.     | Martina Dubovská      | 200    |
| 10.     | Maruša Ferk           | 200    |
| 10.     | Emi Hasegawa          | 200    |
| 10.     | Jekatierina Tkaczenko | 200    |